# LMBT írók, költők listája
Az LMBT írók, költők listája a homoszexuális és transzszexuális irodalmi szerzőket sorolja fel a nyelvek sorrendjében, amelyen alkottak.

## Dán nyelvű szerzők
- Hans Christian Andersen

## Angol nyelvű szerzők
- W. H. Auden
- James Baldwin
- George Byron
- William S. Burroughs
- Truman Capote
- Noël Coward
- Quentin Crisp
- Michael Cunningham
- Nicholas Dante
- Ralph Waldo Emerson
- Bret Easton Ellis
- Allen Ginsberg
- Christopher Isherwood
- James Kirkwood
- Tony Kushner
- David Leavitt
- W. Somerset Maugham
- Walter Pater
- Vita Sackville-West
- William Shakespeare
- Susan Sontag
- Gertrude Stein
- Gore Vidal
- Sarah Waters
- Evelyn Waugh
- Walt Whitman
- Oscar Wilde
- Thornton Wilder
- Tennessee Williams
- Virginia Woolf

## Francia nyelvű szerzők
- Jean Cocteau
- Jean Genet
- André Gide
- Roger Peyrefitte
- Marcel Proust
- Arthur Rimbaud
- Paul Verlaine
- Marguerite Yourcenar

## Görög nyelvű szerzők
- Szapphó
- Konsztandínosz Kaváfisz

## Lengyel nyelvű szerzők
- Jerzy Andrzejewski
- Witold Gombrowicz
- Jerzy Zawieyski

## Magyar nyelvű szerzők
- Birtalan Balázs
- Dunajcsik Mátyás
- Faludy György
- Galgóczi Erzsébet
- Gerevich András
- Gordon Agáta
- Karinthy Márton
- Katona André
- Kertbeny Károly
- Kiss Tibor Noé
- Kölcsey Ferenc
- Lovas Nagy Anna
- Makovics János
- Nádasdy Ádám
- Steiner Kristóf
- Tormay Cécile

## Német nyelvű szerzők
- Ernst Bertram
- Hanns Fuchs
- Stefan George
- Golo Mann
- Klaus Mann
- Thomas Mann

## Olasz nyelvű szerzők
- Pier Paolo Pasolini

## Orosz nyelvű szerzők
- Marina Ivanovna Cvetajeva

## Spanyol nyelvű szerzők
- Reinaldo Arenas
- Federico García Lorca
- Virgilio Piñera